# Héméralopie
Cet article concerne la cécité nocturne. Pour la vision nocturne, voir nyctalopie.
 Mise en garde médicale
L'héméralopie, (substantif féminin, emprunté au latin scientifique hemeralopia, composé du grec ἡμέϱα / hēmera, « jour », et ὤψ / ṓps, « vue ») est la difficulté excessive à voir lorsque la luminosité diminue (par exemple au crépuscule). Hespéranopie (du grec hespera, « soir ») est un terme synonyme, étymologiquement plus adapté.
Elle est généralement causée par un pourpre rétinien insuffisant, de source génétique (rétinite pigmentaire), ou par une carence alimentaire en vitamine A,. L'héméralopie est l'une des rares maladies visuelles empêchant totalement le passage du permis de conduire en France. 

## Autres termes
- La photophobie est la crainte de la lumière, due à la gêne ou même la douleur causée par une lumière vive. Par extension, le terme « photophobie » peut désigner cette douleur à la lumière. Les causes typiques sont des infections oculaires (par exemple conjonctivite) ou cérébrales (méningite), ainsi que l'achromatopsie, qui cause une photophobie intense.
- La nyctalopie est l'antonyme de l'héméralopie : c'est la faculté de voir la nuit, ou de mieux voir le soir qu'au grand jour. Des causes typiques sont l'achromatopsie, la dystrophie des cônes qui affecte les cônes de la rétine, l'albinisme…

## Confusions entre le français et l'anglais
Les antonymes français héméralopie et nyctalopie ont le sens exactement inverse des antonymes anglais hemeralopia et nyctalopia.
La traduction des deux termes est donc  héméralopie = nyctalopia ; nyctalopie = hemeralopia. Ce qui est une source fréquente de confusions.